# Aarón Camacho López
Aarón Camacho López (Ciudad de México, 1 de julio de 1908-?) fue un político mexicano, que fue miembro del Partido Revolucionario Institucional (PRI) y sus antecesores. Fue en dos ocasiones diputado federal.

## Biografía
Realizó sus estudios básicos en la Ciudad de México, luego en la Benemérita Escuela Nacional de Maestros y egresó como licenciado en Derecho por la Universidad Nacional Autónoma de México (UNAM). En el Departamento del Distrito Federal ocupó los cargos de inspector general y de director de Control de Delegaciones.
En 1937 fue postulado candidato del Partido Nacional Revolucionario (PNR) a diputado federal suplente por el Distrito 12 del Distrito Federal y siendo candidato propietario León Guzmán; fueron elegidos a la XXXVII Legislatura de ese año a 1940. Camacho López nunca fue llamado a ejercer el cargo. En el contexto de las elecciones de 1940 rompió con el PNR y se unió al Partido Revolucionario de Unificación Nacional (PRUN) que lo postuló candidato a diputado federal propietario por el mismo Distrito 12. y resultó elegido para la XXXVIII Legislatura de 1940 a 1943, en donde fue integrante de la comisión del Distrito Federal. 
Posteriormente retornó a su militancia en el PRI, que en 1949 lo postuló por segunda ocasión a diputado federal pero en esta ocasión por el Distrito 11 del Distrito Federal; elegido para la XLI Legislatura que concluyó en 1952. En esta legislatura fue integrante de la comisión de Acción Social; y suplente en las comisiones 1.ª de Educación Pública; y, de la Industria Eléctrica.